# Slavko Goluža
Slavko Goluža (nacido el 17 de septiembre de 1971 en Pješivac-Kula) fue un jugador de balonmano de Croacia, y posteriormente entrenador tras su retirada activa en 2006.

## Carrera profesional

### RK Zagreb
Llegó al RK Zagreb con 18 años, en el inicio de la época de crecimiento del club de Zagreb dentro del balonmano yugoslavo. Con la independencia de Croacia se convertirían en el auténtico dominador de la competición croata, llegando incluso a conseguir dos Copas de Europa consecutivas en 1992 y 1993, si bien el papel del joven Goluža era secundario eclipsado por los más veteranos Bruno Gudelj y Ratko Tomljanović en la posición del central.
Las salidas de Gudelj y de Iztok Puc en 1994 le otorgarían mayor protagonismo ofensivo, abriéndole también las puertas de la selección croata, con la que se colgaría la medalla de bronce en el primer campeonato internacional que disputaba Croacia como país independiente, el Campeonato de Europa de 1994.
Con el RK Zagreb disputaría otras tres finales de Copa de Europa, cayendo claramente en todas ellas ante dos representantes españoles, el CD Bidasoa y el FC Barcelona respectivamente. Afianzado también en la selección, se coronaría campeón olímpico en los Juegos Olímpicos de Atlanta de 1996, donde marcaría dos goles en las semifinales contra Francia y otros dos goles en la final contra Suecia.

### Bundesliga
En 1998 fichó por el TuS Nettelstedt, un club mediano de la Bundesliga, en el que tuvo la complicada función de sustituir a Talant Dujshebaev, que se había marchado al GWD Minden. Allí se encontraría con su compañero de selección el lateral derecho Zoran Mikulić.

### Regreso a Croacia: RK Metković
Tras una irregular campaña en Alemania regresaría a Croacia para fichar por el RK Metković, que con la presencia de jóvenes talentos croatas como Davor Dominiković, Petar Metličić, Nikša Kaleb y posteriormente de Ivano Balić, conseguirían romper el dominio del RK Zagreb en la competición croata al alzarse con la copa de Croacia en 2001 y 2002, e irrumpir en el concierto europeo al proclamarse campeón de la Copa EHF en 2000, volviendo a repetir final la siguiente temporada cayendo esta vez ante el SC Magdeburg.
Estos años en Metković coinciden con sus peores años en la selección croata, que fracasó en su intento de clasificarse para los Juegos Olímpicos de Sídney de 2000, al finalizar en una decepcionante 6ª plaza en el Campeonato de Europa de 2000, disputado precisamente en Croacia.
Goluža se mantuvo en el equipo nacional a pesar del relevo generacional provocado por esta decepción, si bien las prestaciones de Croacia no hicieron más que empeorar, tocando fondo en el Campeonato de Europa de 2002, en el que serían la peor selección de las 16 clasificadas en la fase final.

### Francia y Hungría
La progresiva pérdida de nivel del RK Metković, incapaz de retener a sus jóvenes estrellas, le llevarían en 2002 a experimentar el balonmano francés primero con el Paris HB, para fichar por el equipo húngaro del Fotex Veszprém a mitad de esa misma temporada, entrenado en aquellos tiempos por Zdravko Zovko, quien había sido su entrenador en el RK Zagreb, y con varios jugadores croatas en su plantilla como Mirza Džomba o Božidar Jović.
Sus discretas temporadas en París y Veszprém no fueron óbice para que Lino Červar, el reciente seleccionador croata, siguiera contando con él, y aunque eclipsado en el puesto de central por Ivano Balić, tuvo actuaciones destacadas y decisivas como la que tuvo en las semifinales del Campeonato del Mundo de 2003, marcando 8 goles en un encuentro histórico que se resolvió tras dos prórrogas. A este título mundial se la añadiría un nuevo oro olímpico logrado por su selección en los Juegos Olímpicos de Atenas de 2004, en los que se impondrían de nuevo a Alemania en la final, en la que Goluža anotaría un gol.

### Regreso al RK Zagreb
Tras los Juegos Olímpicos de Atenas 2004 decidió regresar al RK Zagreb, que también había fichado a Lino Červar como entrenador, donde jugaría sus dos últimas temporadas como jugador en activo hasta retirarse en 2006, a punto de cumplir los 35 años.

## Entrenador
Tras retirarse como jugador, pasaría a formar parte del organigrama del equipo nacional croata, siendo el ayudante de Červar en el banquillo durante los siguientes cuatro años. Cuando éste abandonó el banquillo de la selección croata, se convirtió en el seleccionador de Croacia, manteniendo los buenos resultados de su antecesor al conseguir 3 medallas de bronce consecutivas en los respectivos Campeonato de Europa de 2012, Juegos Olímpicos de Londres de 2012 y el Campeonato del Mundo 2013.
En este mismo periodo entrenó al RK Zagreb durante la temporada 2012/13, en la que consiguió el doblete Liga-Copa croata, si bien no tuvo un papel tan brillante en la Liga de Campeones, competición en la que cayeron eliminados en la fase de grupos.

## Trayectoria

### Jugador
- RK Zagreb (1989-1998)
- TuS Nettelstedt (1998-1999)
- RK Metković (1999-2002)
- Paris HB (2002-2003)
- Fotex Veszprém (2003-2004)
- RK Zagreb (2004-2006)

### Entrenador
- RK Siscia (2008-2010)
- RK Zagreb (2012-2013)
- Selección de Croacia (2010-2015)
- RK Zagreb (2017) (interino)
- HT Tatran Prešov (2017-2021.)

## Palmarés

### Jugador
- Liga de Croacia 1991, 1992, 1993, 1994, 1995, 1996, 1997, 1998, 2005, 2006
- Copa de Croacia 1991, 1992, 1993, 1994, 1995, 1996, 1997, 1998, 2001, 2002, 2005, 2006
- Liga de Campeones 1992, 1993
- Copa EHF 2000
- Liga de Hungría 2004
- Copa de Hungría 2004

#### Selección nacional

##### Campeonato del Mundo
- Medalla de plata en el Campeonato del Mundo de 1995
- Medalla de oro en el Campeonato del Mundo de 2003
- Medalla de plata en el Campeonato del Mundo de 2005

##### Campeonato de Europa
- Medalla de bronce en el Campeonato de Europa de 1994

##### Juegos Olímpicos
- Medalla de oro en los Juegos Olímpicos de Atlanta 1996
- Medalla de oro en los Juegos Olímpicos de Atenas 2004

### Entrenador
- Liga de Croacia (2013)
- Copa de Croacia (2013)

### Selección nacional

#### Campeonato del Mundo
- Medalla de bronce en el Campeonato del Mundo 2013

#### Campeonatos de Europa
- Medalla de bronce en el Campeonato de Europa de 2012

#### Juegos Olímpicos
- Medalla de bronce en los Juegos Olímpicos de Londres de 2012